# Jon Phillips
Jon "rejon" Phillips (ur. 28 maja 1979) – programista open source, artysta, projektant, wykładowca oraz kurator z ponad dwunastoletnim doświadczeniem w tworzeniu społeczności i pracy z kulturą programistyczną. Jest założycielem i programistą w firmie Fabricatorz LLC pracującej dla takich klientów jak Google, Mozilla, Creative Commons. Pełni funkcje Community Director dla firmy Status.Net.
W 2002 roku pomógł w starcie open source’owego programu do rysowania Inkscape. W 2004 współutworzył wolną bibliotekę klipartów Openclipart oraz Wolną Bibliotekę Czcionek. Razem z Basselem Safadim utworzył Aiki framework, na którym działa dzisiaj OCAL i OFLB oraz współutworzył firmę Aiki Lab skupiającą się na tworzeniu rozwiązań opierających się na Aiki framework.
Uczył także projektowania i technologii w San Francisco Art Institute. Współutworzył Qi hardware (Open Hardware) i pracował nad syntezatorem wideo Milkymist One. Razem z Isaakiem Mao i Christopherem Adamsem przewodniczy projektowi Sharism.